# Menhir de Kergadiou
Le menhir de Kergadiou est situé à Plourin dans le Finistère en France. C'est le deuxième plus haut menhir  de France après celui de Kerloas. Un second menhir couché est visible à proximité immédiate.

## Histoire
Le Chevalier de Fréminville en a donné une description au début du XIXe siècle. Le menhir de Kergadiou est classé monument historique le 25 septembre 1883.

## Description
Le menhir se dresse sur une colline peu marquée culminant à 63 mètres d'altitude. Il s'élève à 8,55 mètres au-dessus du sol, faisant de lui le deuxième plus haut menhir de Bretagne après celui de Kerloas, pour une largeur de 2,20 m sur 1,30 m d'épaisseur. Son poids est estimé à 40 tonnes. Il est constitué d'un bloc de granite de l'Aber Ildut. La face côté sud a été entièrement bouchardée. Vers 1861, des fouilles ont été réalisées au pied du menhir mais sans résultat.
À 75 m au nord-est, il existe un second menhir couché selon un angle d'environ 18° et dont la partie inférieure est enfoncée dans le sol. Il mesure 10 m de long. À 1,70 m du sommet, sa largeur est de 2,20 m et son épaisseur de 1,80 m. Son poids est estimé à 60 tonnes. La face supérieure a été entièrement régularisée par bouchardage mais la face inférieure est restée à l'état naturel. Selon une première hypothèse, la différence de couleur visible sur environ 0,60 m à la base du menhir laisse indique que le menhir était bien redressé à l'origine mais selon une autre hypothèse, le menhir aurait été abandonné alors même qu'il avait été basculé dans sa fosse de calage.

## Folklore
Une légende rapporte qu'une dame des îles Britanniques aurait volé le menhir à une sorcière qui, furieuse, aurait lancé un énorme bloc de pierre pour le pulvériser. Manquant son objectif de quelques dizaines de mètres, son projectile se serait fiché en terre, donnant naissance au menhir couché.